# Pangasianodon hypophthalmus
Pangasianodon hypophthalmus (лат.) — вид лучепёрых рыб из семейства пангасиевых. Достигает длины 130 см и массы 44 кг. Распространена довольно широко, разводят в аквариумах. Часто продаётся в качестве рыбного филе под названиями «пангасиус», «акулий сом» или «морской язык». Название «морской язык» является вводящим в заблуждение, поскольку Pangasianodon hypophthalmus в море не живёт, к тому же название «морской язык» носит другая (более дорогая) рыба — европейская солея.

## Описание
Плавники тёмно-серого или чёрного цвета; в спинном плавнике шесть разветвлённых лучей.
Молодь с чёрной полосой вдоль боковой линии и второй чёрной полосой ниже боковой линии. Крупные взрослые особи равномерно серые. Есть тёмные полосы в середине анального плавника. Небольшие жаберные тычинки регулярно перемежаются с крупными.
Pangasianodon hypophthalmus всеяден, питается растительной пищей, фруктами, моллюсками, рыбой.

## Распространение
Юго-Восточная Азия: реки Меконг, Чаупхрая, и, возможно, бассейн Меконга (Таиланд, Лаос, Камбоджа и Вьетнам), озеро Тонлесап. Введён в других речных бассейнах как объект аквакультуры.